# Ipomoea kituiensis
Ipomoea kituiensis är en vindeväxtart som beskrevs av Wilhelm Vatke. Ipomoea kituiensis ingår i släktet praktvindor, och familjen vindeväxter. Utöver nominatformen finns också underarten I. k. massaiensis.